# Railroad Tigers
Railroad Tigers és una pel·lícula de comèdia d'acció xinesa del 2016 dirigida per Ding Sheng i protagonitzada per Jackie Chan. Es va estrenar a la Xina el 23 de desembre de 2016. La pel·lícula tracta sobre un treballador del ferrocarril que lidera un grup que s'oposa als japonesos durant l'ocupació de la Segona Guerra Mundial. La pel·lícula va tenir un bon rendiment a la taquilla. S'ha doblat i subtitulat al català.
El pressupost de la pel·lícula va ser de 50 milions de dòlars. La pel·lícula tenia seqüències de ferrocarril rodades a Diaobingshan amb trens de vapor.